# Panosogan
Panosogan is een bestuurslaag in het regentschap Serang van de provincie Banten, Indonesië. Panosogan telt 2492 inwoners (volkstelling 2010).